# 大村 (長崎県)
大村（おおむら）は、長崎県東彼杵郡の南部にあった村。近世における大村のうち「久原分」と称した地域を村域とした。1925年（大正14年）に隣接する大村町と合併を行い、改めて発足した大村町の一部となった。
現在の大村市大村地区の一部にあたる。

## 地理
- 河川：荒川、内田川
- 湾：大村湾

## 沿革
江戸期の大村は久原分と池田分、その両方に跨がる大村城下からなる地域であった。当村はこのうち久原分の地域にあたる。
- 1889年（明治22年）4月1日 - 町村制施行により、大村が2村に分かれ、玖島郷ほか4郷の区域をもって東彼杵郡大村が成立[1]。
- 1898年（明治31年）1月20日 - 九州鉄道長崎線（のち日本国有鉄道長崎本線[2]）が開通し、当村域に大村駅が設置される。
- 1925年（大正14年）5月1日 - 大村町と合併して改めて大村町が発足し、大村は自治体として消滅。

## 地名
郷を行政区域とする。大字は設置していない。
- 玖島郷[3]
- 久原郷
- 木場郷（こば）
- 武部郷
- 徳泉川内郷（とくせんがわち）

## 交通

### 鉄道
日本国有鉄道
- 長崎本線[2]

（西大村） - 大村駅 - （大村町）

## 名所・旧跡
- 大村神社
- 玖島城
- 玖島崎古墳群

## 大村出身の著名人
- 浅田次郎（実業家、衆議院議員）
- 富永隼太（衆議院議員）